# Gordon de Quetteville Robin
Gordon de Quetteville Robin (* 17. Januar 1921 in Melbourne; † 21. September 2004 in Cambridge) war ein australischer Physiker, Glaziologe und Polarforscher. Er war der am längsten amtierende Direktor in der Geschichte des Scott Polar Research Institute der University of Cambridge.

## Leben
Gordon de Quetteville Robin wurde als Sohn eines Ingenieurs in Melbourne geboren und am Wesley College ausgebildet. Viele seiner Vorfahren waren wesleyanische Geistliche. Er studierte Physik an der Universität Melbourne, das er 1942 als Master of Science abschloss. Danach wurde er in die Royal Australian Naval Volunteer Reserve aufgenommen und war zunächst zwei Jahre lang in der U-Boot-Abwehr eingesetzt. Schließlich fuhr er im Rang eines Leutnants auf dem britischen U-Boot Stygian. Nach dem Krieg schrieb er sich an der University of Birmingham für ein Studium der Kernphysik bei Mark Oliphant ein. Seit langem aber hatte er den Wunsch, in die Antarktis zu gehen. In Birmingham ergab sich eine Chance dafür, denn der Vizekanzler der Universität war John Priestley, ein Geologe, der 1907 bis 1909 mit Ernest Shackleton und 1910 bis 1912 mit Robert Falcon Scott in der Antarktis gewesen war. Priestley stellte für Robin den Kontakt zum Scott Polar Research Institute (SPRI) und zum Polarforscher James Wordie her. Robin erhielt das Angebot, für das Falkland Islands Dependencies Survey auf Signy Island im Archipel der Südlichen Orkneyinseln die Polarstation Base H (heute Signy Research Station) zu leiten. Er ließ sich von der Universität beurlaubten und reiste auf der Trepassey nach Laurie Island, wo er in der Station Base C am Kap Geddes überwinterte. Anschließend leitete er ihre Verlegung nach Signy Island an den Ort einer ehemaligen Walfangstation. Zurück in Birmingham erhielt er 1948 einen Lehrauftrag.
Schon 1949 kehrte Robin als ranghöchstes britisches Mitglied der Norwegisch-Britisch-Schwedischen Antarktisexpedition in die Antarktis zurück. Das Basislager Maudheim wurde an der Prinzessin-Martha-Küste im von Norwegen beanspruchten Sektor aufgebaut. Robins wissenschaftliches Programm bestand aus seismischen Eisdickemessungen, die er unterstützt von Charles Swithinbank (1926–2014) zunächst im Umfeld Maudheims durchführte. Im antarktischen Sommer 1951/52 unternahm Robin in Begleitung Swithinbanks und Peter Mellebys mit zwei Wieseln eine Reise durch die Berge auf das Inlandsplateau im Süden. Auf einer Strecke von 390 km wurden die ersten systematischen und zuverlässigen Eisdickemessungen in der Antarktis vorgenommen. Die Lotungen belegten, dass unter dem Eisschild ein Relief aus Bergen und Fjorden verborgen ist. Die von Robin benutzte Methode war bahnbrechend und wurde im Internationalen Geophysikalischen Jahr 1957/58 extensiv eingesetzt.
1953 heiratete Gordon Robin Jean Fortt, die bei der Royal Geographical Society an der Organisation der Expedition beteiligt gewesen war. Das Paar hatte später zwei Töchter, Caroline und Elizabeth.
Ein Stipendium gab Robin die Möglichkeit, eine Dissertation auf der Grundlage der in der Antarktis gewonnenen Ergebnisse zu verfassen. 1956 wurde er in Birmingham zum PhD promoviert. Er kehrte nach Australien zurück und wurde 1957 wissenschaftlicher Mitarbeiter an der Australian National University in Canberra. Er beschäftigte sich einige Monate mit Meereswellen, bis ihn die Cambridge University 1958 zum Direktor des SPRI berief. Diese Position besetzte er bis 1982. Während dieser Zeit entwickelte sich das Institut zu einer weltweit führenden Forschungseinrichtung im Bereich der Glaziologie.
Robin vertrat das Vereinigte Königreich beim Wissenschaftlichen Ausschuss für Antarktisforschung (englisch Scientific Committee on Antarctic Research, SCAR). Er war ab 1959 Ehrensekretär und von 1970 bis 1974 Präsident des SCAR.
Auf dem Forschungsschiff John Biscoe führte Robin 1959/60 im Weddellmeer die ersten systematischen Untersuchungen zum Eindringen von Meereswellen und Seegang in Felder aus lockerem Meereis durch. Da er sich weiterhin für die Glaziologie großer Eisschilde interessierte, leistete er gemeinsam mit Stanley Evans (1929–2016), den er 1959 an das SPRI geholt hatte, Pionierarbeit bei der Entwicklung der Radio-Echo-Sondierung (radio echo sounding, RES). Einen RES-Prototyp testete er 1964 auf dem grönländischen Eisschild. Die ersten systematischen Echolotungen aus der Luft wurden von Robin, Evans und Geoffrey Hattersley-Smith (1923–2012) 1966 auf Ellesmere Island mit einer DHC-3 Otter durchgeführt. Robin initiierte 1967 in Zusammenarbeit mit der US-amerikanischen National Science Foundation ein Programm zur luftgestützten Erforschung und Kartierung des antarktischen Eisschilds. Bis 1979 wurden 50 % des Kontinents entlang eines 50 bis 100 km weiten Netzes sondiert. Schon 1965 hatte Robin die Kartierung des antarktischen Eisschildes mit Hilfe von Satelliten angeregt.
Robin warnte bereits 1962, dass ein Schmelzen der Eiskappe der Antarktis den Meeresspiegel auf der ganzen Welt um 45 m ansteigen lassen könnte.
Im Alter von 61 Jahren ließ Robin sich 1982 vorzeitig pensionieren, blieb aber wissenschaftlich aktiv. Im Südwinter 1993/94 besuchte er noch einmal die Antarktis. Er starb 2004 in Cambridge.

## Ehrungen
Gordon de Quetteville Robin wurde für seine Arbeit vielfach geehrt. Nach der Norwegisch-Britisch-Schwedischen Antarktisexpedition erhielt er 1952 die norwegische Maudheim-Medaille, die Polar Medal des British Antarctic Survey und den Back Grant Award der Royal Geographical Society sowie 1953 die W. S. Bruce Medal der Royal Scottish Geographical Society. 1974 wurde ihm die Patron’s Medal zuerkannt. Die Internationale Glaziologische Gesellschaft ehrte ihn 1986 mit dem Seligmann Crystal. 1978 verlieh ihm die Universität Stockholm die Ehrendoktorwürde.
Gordon de Quetteville Robin ist Namensgeber mehrerer geographischer Objekte in der Antarktis. Nach ihm benannt sind die Robin Rocks in den Südlichen Orkneyinseln, der Robin Peak auf Signy Island, das Robin-Subglazialbecken in Queen Elizabeth Land sowie die Berggruppe der Robinheia, der Gordon Peak und die Senke Robinsøkket in Königin-Maud-Land.

## Werke (Auswahl)
- Seismic Shooting and Related Investigations. In: Norwegian-British-Swedish Antarctic Expedition, 1949–52. Scientific Results. Band 5. Norsk Polarinstitut, Oslo 1958 (englisch).
- The Ice of the Antarctic. In: Scientific American. Band 207, Nr. 3, 1962, S. 132–150 (englisch).
- Wave Propagation through Fields of Pack Ice. In: Philosophical Transactions of the Royal Society A. Band 255, Nr. 1057, 1963, doi:10.1098/rsta.1963.0006 (englisch).
- (mit S. Evans und J. T. Bailey): Interpretation of radio echo sounding in polar ice sheets. In: Philosophical Transactions of the Royal Society A. Band 265, Nr. 1166, 1969, doi:10.1098/rsta.1969.0063 (englisch).
- Science and Logistics in Antarctica. In: Bulletin of the Atomic Scientists. Band 26, Nr. 10, 1970, S. 90–93, doi:10.1080/00963402.1970.11457879 (englisch).